# Phanomorpha leucoxantha
Phanomorpha leucoxantha là một loài bướm đêm trong họ Crambidae.